# La Réole

La Réole este o comună în departamentul Gironde din sud-vestul Franței. În 2009 avea o populație de 4.278 de locuitori.

## Evoluția populației
| An        | 1975  | 1982  | 1990  | 1999  | 2006  | 2009  |
| --------- | ----- | ----- | ----- | ----- | ----- | ----- |
| Populație | 5.016 | 4.414 | 4.273 | 4.187 | 4.212 | 4.278 |